# Monumenti buddisti nell'area di Hōryū-ji
I monumenti buddisti nell'area di Hōryū-ji comprendono una varietà di edifici che si trovano a Hōryū-ji e Hokki-ji a Ikaruga, nella prefettura di Nara in Giappone. Nel 1993 sono stati designati, insieme al paesaggio circostante, patrimonio dell'umanità dall'UNESCO. Le strutture sono alcuni dei più antichi edifici in legno esistenti al mondo, risalenti al VII-VIII secolo. Molti sono anche tesori nazionali del Giappone e riflettono un'importante epoca di influenza buddista in Giappone. Le strutture comprendono 21 edifici nel tempio orientale di Hōryū-ji, 9 nel tempio occidentale, 17 monasteri e altri edifici e la pagoda di Hokki-ji.

## Horyuji Kondo

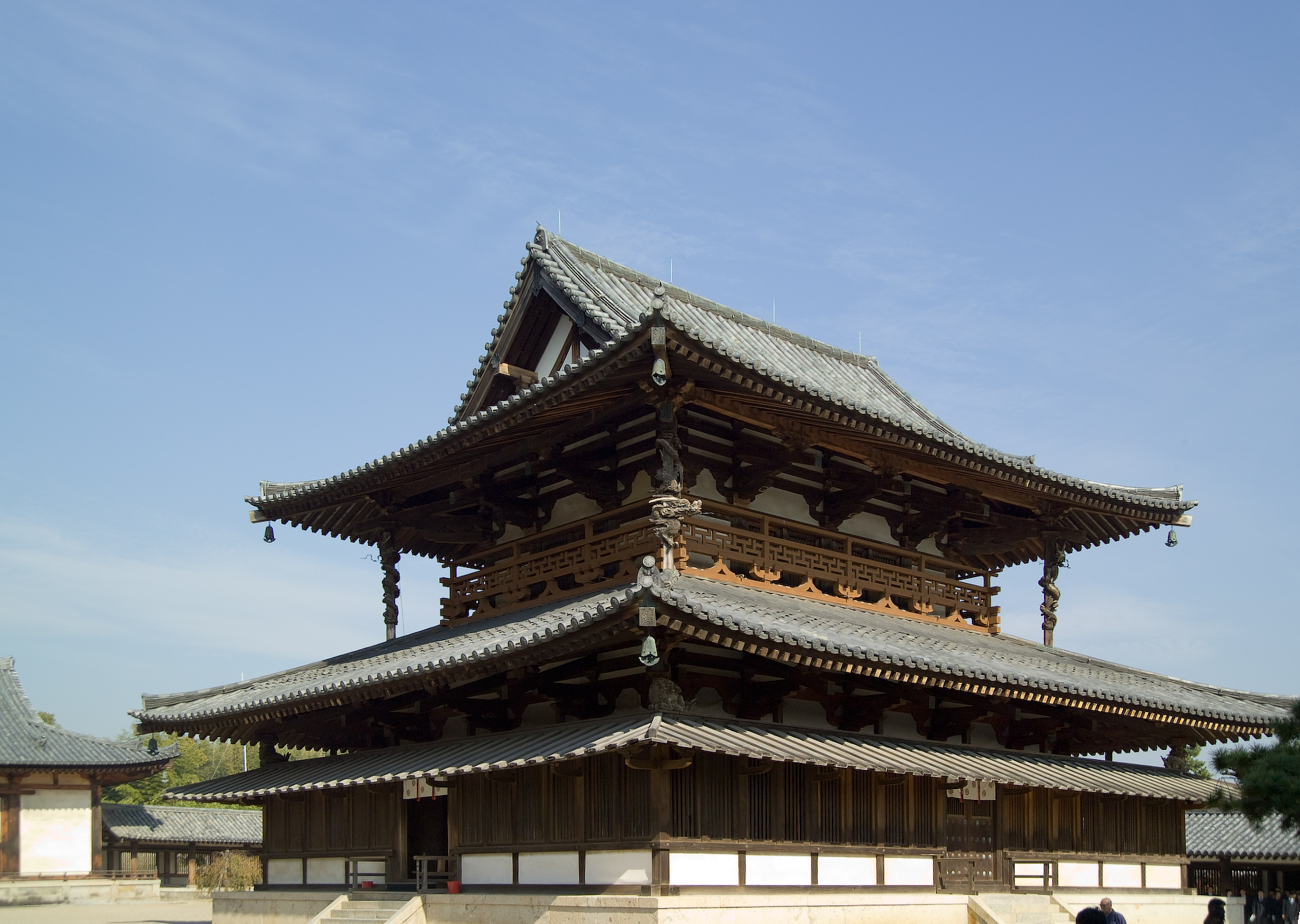
Horyuji Kondo

Il kondo, noto anche come Sala d'Oro, si trova all'interno delle porte del complesso del tempio di Horyuji. La struttura si trova vicino al centro vicino alla Pagoda Horyuji. Le due strutture sono significative, ma per ragioni molto diverse. Il kondo venne costruito con l'intenzione di essere utilizzato per il culto buddista. All'esterno appare allo spettatore come una struttura a due piani. Tuttavia, solo il primo piano è operativo Il tetto mostra lo stile del tetto spiovente che si vede spesso nell'architettura dell'Asia orientale. Anche l'esterno della struttura in legno è decorato con immagini di draghi e della divinità dell'acqua. Entrando nell'edificio, lo spettatore si trova di fronte alla Triade Shaka e alle sculture Yakushi.

### La Triade Shaka
La Triade Shaka si trova all'interno dell'edificio Horyuji Kondo. La scultura è posizionata su una piattaforma rialzata in modo che quando lo spettatore entra nell'edificio, dovrà alzare lo sguardo per osservarla. Shaka siede tra i suoi due assistenti nella posizione di meditazione. La gonna che indossa gli cade sulle gambe, e sulla piattaforma su cui siede, in uno stile noto come drappeggio a cascata. Le sue mani sono posizionate in due diversi mudra. La mano destra nel mudra di rassicurazione e quella sinistra nel mudra che concede il desiderio. Dietro lo Shaka c'è una mandorla finemente decorata con un fiore di loto al centro. Proprio sopra la testa c'è un cerchio rialzato che dovrebbe essere una rappresentazione del gioiello buddista della saggezza. Sulle parti esterne della mandorla ci sono sette piccole figure di Buddha. Queste hanno lo scopo di rappresentare i sette Buddha che vennero prima di Shaka. I due assistenti sono stati posti su fiori di loto. Ogni figura tiene in mano un gioiello.

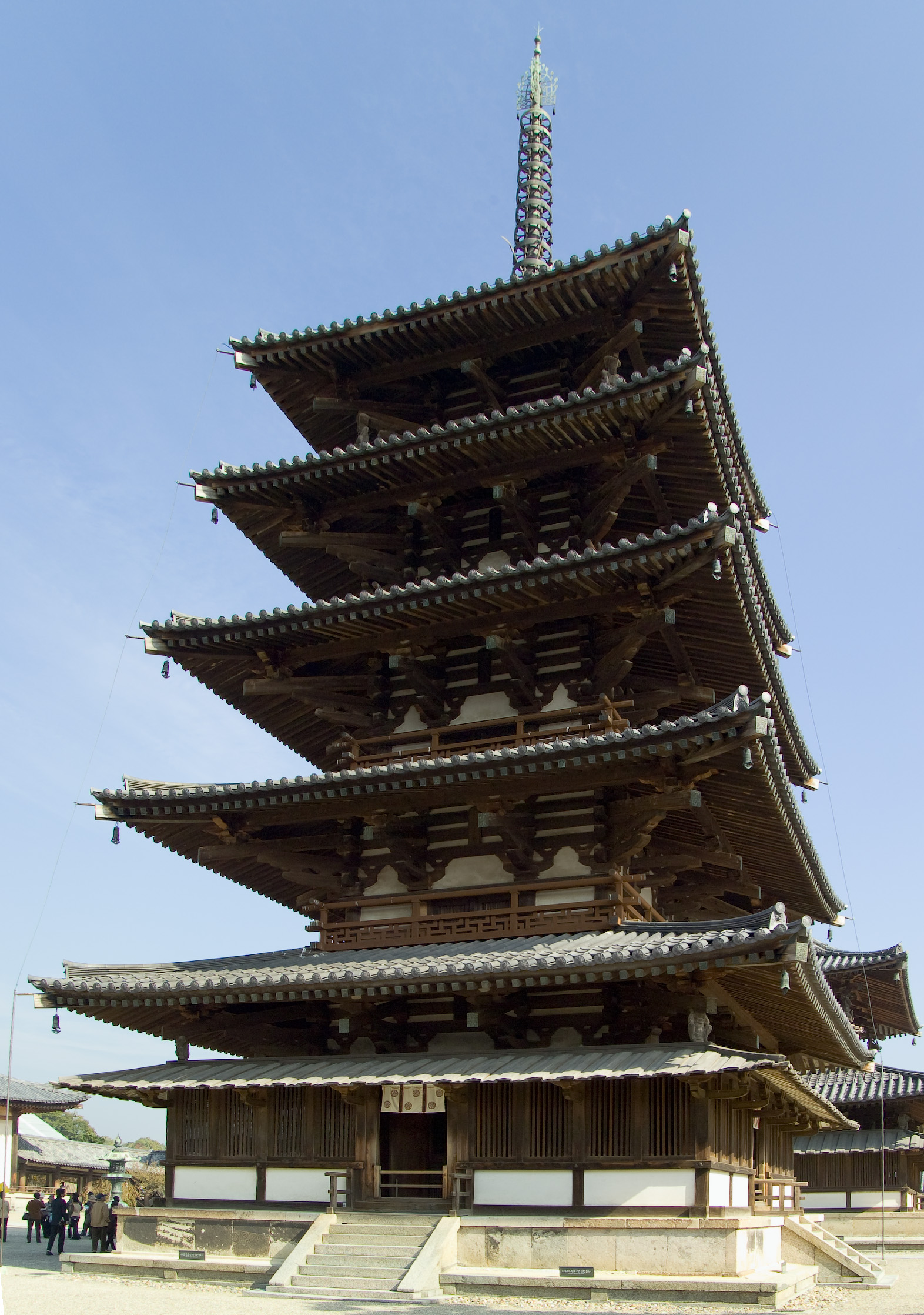
Pagoda di Horyuji

## Pagoda di Horyuji
Accanto al kondo Horyuji si trova la Pagoda Horyuji. Il kondo funge da spazio per il culto buddista, ma la pagoda ha uno scopo completamente diverso. La struttura, a cinque piani, si trova a Horyuji come una sorta di reliquiario o sito commemorativo. Venne costruita anche per rappresentare un diagramma dell'universo. Fermandosi a guardare l'edificio si nota che i tetti di ogni piano diventano sempre più piccoli man mano che si avvicinano alla cima. Il palo centrale della pagoda è inserito in una fondazione di pietra che contiene tesori e reliquie buddiste. Queste reliquie vennero poste all'interno di vasi realizzato con vetro, oro e argento.

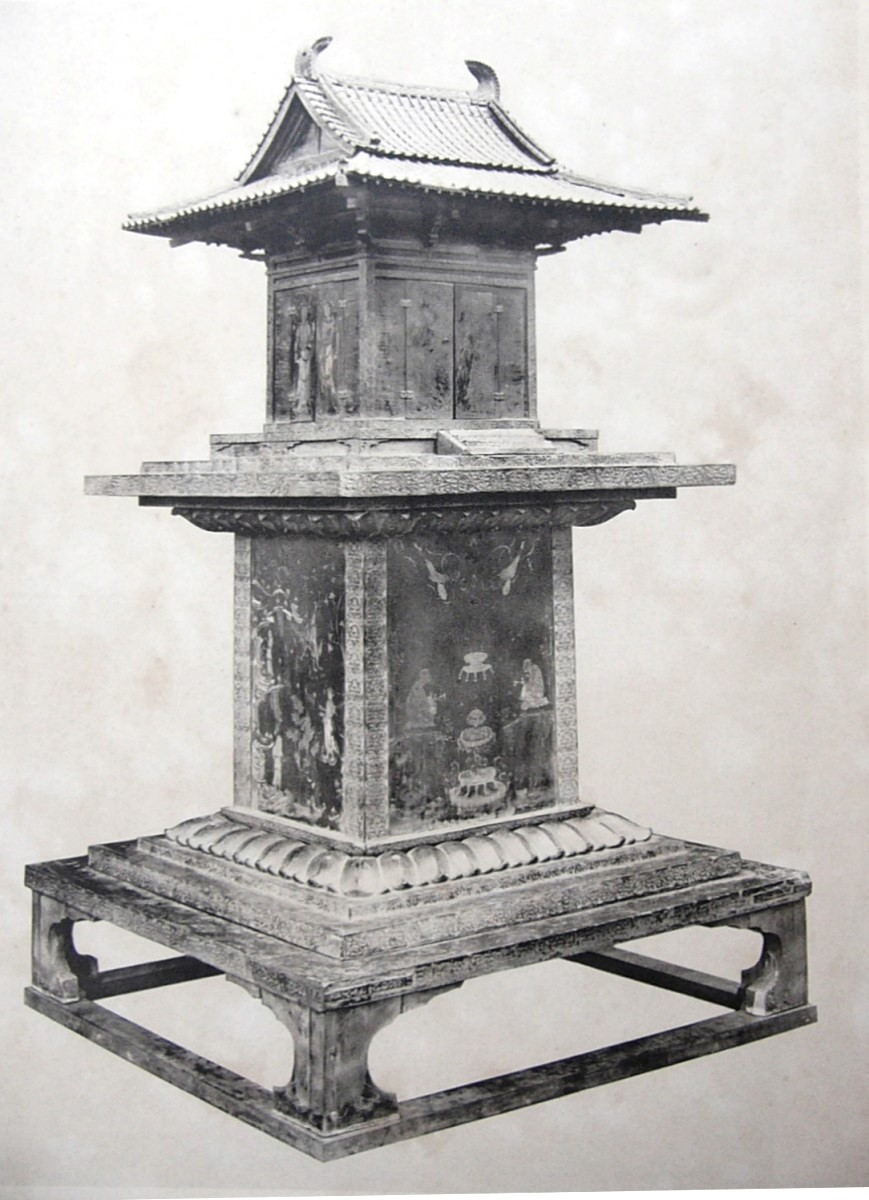
Santuario Tamamushi

## Il Santuario Tamamushi
Il Santuario Tamamushi si trova all'interno della Casa del Tesoro di Horyuji. È costituito da un piccolo kondo posto sopra una base rettangolare. Simile a quello dell'Horyuji, il kondo in miniatura sul santuario ha un tetto a padiglione e a due falde ed esibisce molte caratteristiche architettoniche del periodo Asuka. Il santuario è decorato in modo elaborato con molti dettagli. All'interno c'è una piccola statua di Kannon, un Bodhisattva buddista. Anche le pareti interne sono rivestite con molte piccole figure di Buddha. Sulla parte anteriore della base rettangolare ci sono immagini dei quattro re guardiani e sui pannelli laterali, di bodhisattva in piedi su fiori di loto. Il pannello posteriore mostra il monte Ryoju, il luogo in cui Shaka predicò il Sutra del Loto. Sul piedistallo superiore del santuario, la parte anteriore ha dipinti che raffigurano rappresentazioni di reliquie buddiste, mentre quella posteriore ha un'immagine del luogo che è noto per essere il centro dell'universo. Questa posizione tiene separati l'uno dall'altro i cieli, gli oceani e la terra. Questo luogo è conosciuto come il Monte Sumeru. Il pannello di destra mostra un'immagine del Buddha in una vita precedente e quello di sinistra la scena di "La tigre affamata Jataka".

### La tigre affamata Jataka
"La tigre affamata Jataka" è un racconto sul tema del sacrificio di sé. In questa storia, il Bodhisattva sta camminando nella foresta quando incontra una tigre e i suoi cuccioli affamati. Per salvare la vita degli animali, il bodhisattva sale sulla cima della montagna situata nelle vicinanze e salta giù. L'odore del sangue proveniente dal corpo del Bodhisattva è sufficiente per svegliare la debole tigre e i suoi cuccioli affamati affinché possano mangiare il suo corpo.

## Elenco dei siti
| Nome                       | Tipo   | Posizione                        | Foto |
| -------------------------- | ------ | -------------------------------- | ---- |
| Edifici Hōryū-ji (法隆寺?) | Tempio | Ikaruga-chō, Ikoma-gun, Nara-ken |      |
| Pagoda Hokki-ji (法起寺?)  | Tempio | Ikaruga-chō, Ikoma-gun, Nara-ken |      |

## Galleria d'immagini

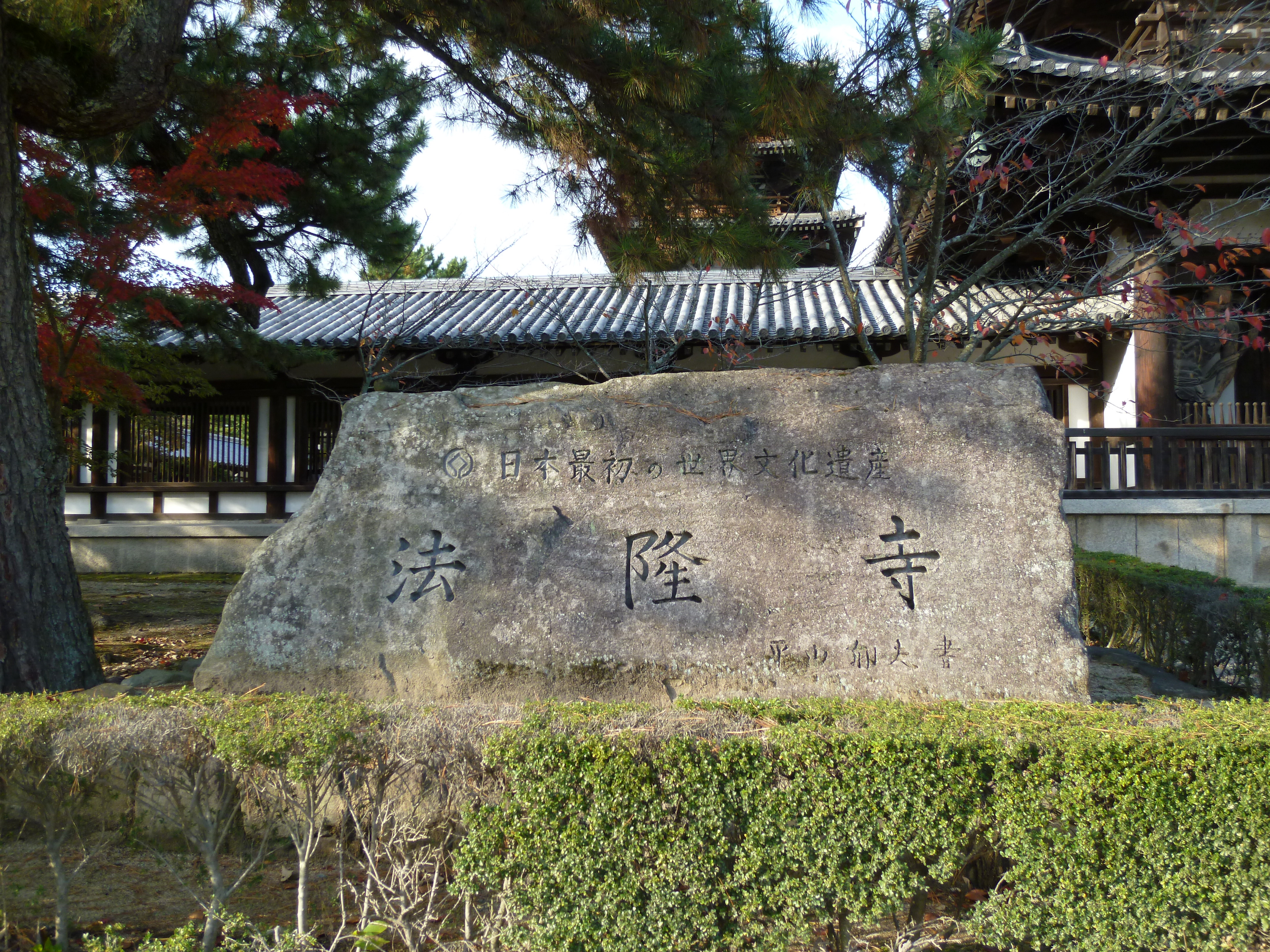
Monumenti buddisti nell'area di Horyu-ji
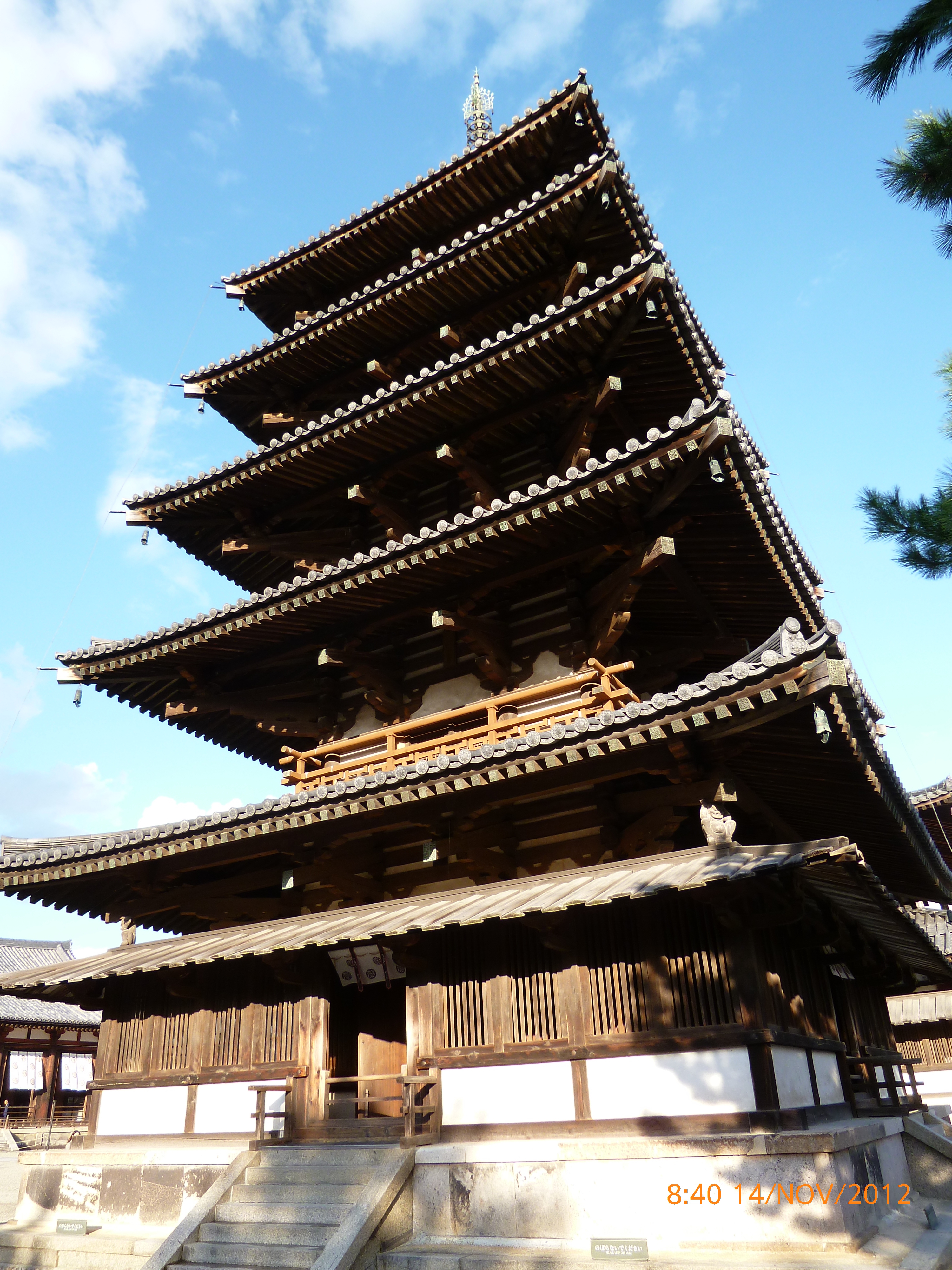
Monumenti buddisti nell'area di Horyu-ji
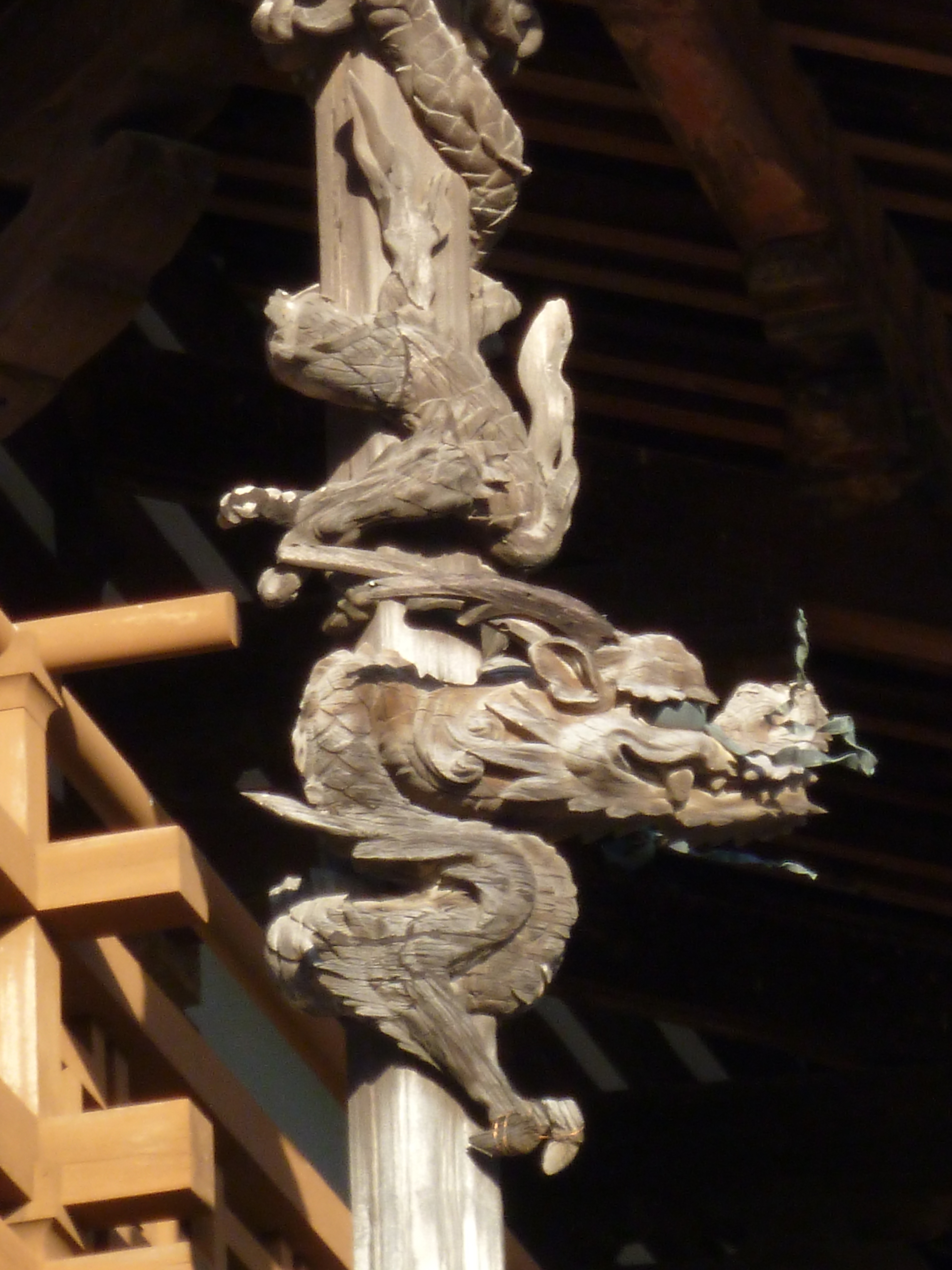
Dettaglio di intaglio del legno